# Національна бібліографія
Національна бібліографія — вид бібліографії, що забезпечує облік документів, створених або виданих певною нацією на її етнічній території, а також документів, які створені або видані за територіальними межами її суцільного проживання, але пов'язані з нею змістом, мовою, походженням авторів.
Національну бібліографію називають «візитною карткою національної культури» (Т.Тодоров-Боров). Бази даних з національної бібліографії «живлять» усе розмаїття сучасних інформаційно-бібліографічних систем, мереж, програм — національних і міжнародних, універсальних і галузевих, державних і приватних.

## Короткий опис
За хронологічною ознакою документів, які обліковуються, розрізняють: ретроспективну національну бібліографію (РНБ) та поточну національну бібліографію (ПНБ). РНБ обліковує документи, нагромаджені за певний період, а ПНБ систематично реєструє нові документи.
Основні функції ПНБ — регулярність обліку й оперативність інформування. РНБ існує від 16 ст.: її започаткували роботи англійців Дж. Бейла (1548) і Е.Маунселла (1595), італійця А.Доні (1550-51), французів Ф.Делакруа де Мена (1584) та А. дю Вердьє (1585), поляка Ш.Старовольського (1627). На початку 19 ст. з'являється ПНБ, що зумовлено потребами книжкової торгівлі та науки. Не останню роль тут зіграли потреби цензури.
Першим періодичним виданням ПНБ стала «Бібліографія Французької імперії». За декретом Наполеона I вона друкувалася як тижневик. У 60-70-х рр. 18 ст. у працях француза Г.Дебюра та австрійця М.Дениса вже вживається власне термін «Б. н.». Визначення Національна бібліографія все ще є складною справою. Сучасні західні вчені при цьому акцентують увагу, як правило, на об'єкті бібліографічного обліку, приділяють більше уваги ПНБ. Так, американка Е.Коновер пише: «Ідеальна бібліографія (мається на увазі ПНБ) створюється на основі повного переліку всіх книг, документів, брошур, періодичних видань та інших друкованих матеріалів, що опубліковані в межах однієї країни за попередній рік або з меншим інтервалом». Її співвітчизник Л.Ліндер вважає, що національний бібліографічний покажчик має відображати: видавництво, випущені на території даної країни; всі матеріали про дану країну, незалежно від місця їхнього випуску; публікації мовою країни; твори вихідців із даної країни, незалежно від місця їхнього проживання; твори представників корінної національності цієї країни, незалежно від місця народження і проживання; видання, що друкуються для даної країни поза її територіями.
Визначення терміна «Національна бібліографія» пов'язують також з ідеологією програми Універсального бібліографічного обліку (УБО), яка зорієнтована на облік творів, що вийшли на території окремої країни й підпадають під дію закону про обов'язковий примірник.
Таким чином поняття «Національна бібліографія» охоплює: бібліографію видання, що вийшли на території проживання певного народу (держави); бібліографію видання, що вийшли певною мовою (мовами), незалежно від території — державних кордонів; бібліографію, що має предметно-етнічні ознаки, а також бібліографію видання про країну, які вийшли за кордоном, зарубіжні видання національних авторів чи видання вихідців із даної країни (останні називають екстеріорикою).

### Національна бібліографія в Україні.
Сьогодні головною організацією в Україні, яка відповідає за роботу над державною бібліографією й, зокрема, здійснює повний статистичний облік, комплектування й зберігання друкованої продукції країни (т. зв. документальна пам'ять України), є не наукова бібліотека, а Книжкова палата України. Це зумовлено історичним минулим української держави, її входженням від 1922 по 1991 до складу СРСР.